# Драгољуб Велимировић
Драгољуб Велимировић (Ваљево, 12. мај 1942 — Београд, 22. мај 2014) био је српски шаховски велемајстор.

## Биографија
Рођен је 12. маја 1942. у Ваљеву, Србија.
Прве шаховске потезе је научио од мајке, женског шаховског мајстора Јованке Велимировић, која је била први женски шампион Југославије на првенству одржаном 1939. године. Његов ујак Војислав Петровић био је један од најјачих играча Београдског шах клуба у периоду 1932 до 1940, а био је и учесник првог шампионата старе Југославије 1935 године у Београду. Драшко је почео да учи шах у својој седмој години, заволео га, напредовао брзо и постао један од најбољих омладинаца. Успешно је наступао на омладинским првенствима Босне и Херцеговине 1957. и 1958. године а на омладинском шампионату Југославије на Бледу 1959. године осваја треће место. Годину дана касније у Приштини на омладинском шампионату Југославије био је други. Већ као млад играч искристалисао је свој стил игре, а то је била врло активна и агресивна игра, бирање врло оштрих варијанти и бескомпромисне борбе без обзира на противника. Овакав стил игре Велимировић је одржао у целој својој професионалној каријери. Добитник је преко 30 специјалних награда на турнирима (најлепша партија, најзначајнија теоријска новост, најборбенији учесник турнира итд). Преко 20 пута потврдио је титулу велемајстора за шта је било потребно пола поена више него за освајање норме за велемајстора. После победе на купу Југославије 1962. године постаје национални мајстор, а после успеха у Скопљу (1971) интернационални мајстор, а у Врњачкој Бањи 1973. добија титулу велемајстора.
На олимпијадама учествује шест пута, а на олимпијади у Ници 1972. године осваја две сребрне медаље,једну екипну и једну индивидуалну. На светском првенству у Луцерну 1989. године осваја сребрну медаљу за Југославију. Не европском првенству у Капфенбергу 1970. године осваја златну индивидуалну медаљу, имао је 5 поена из 7 партија и најбољи резултат у репрезентацији. На екипном првенству Европе у Бату у Енглеској 1973. године осваја сребрну а на првенству у Москви 1977. године осваја бронзану медаљу.
Више од 25 пута је учествовао на националним шампионатима у појединачној конкуренцији, а државни првак био је три пута: 1970. године шампион СФРЈ (делио је прво место са велемајстором Миланом Вукићем), Велимировић побеђује и 1975. на првенству СФР Југославије у Новом Саду, а 1997. у Никшићу и Београду после четворомеча постаје шампион СР Југославије.
Када је клупско такмичење у питању, Велимировић за Партизан наступа једанаест пута и са овим клубом осваја седам титула државног првака. Посебно се истакао на првенству у Пули 1965. године где је из 7 партија освојио 6.5 поена и на првенству у Шибенику 1973. године када је из 9 партија освојио 8 поена. Дуги низ година наступа за Шаховски клуб Рад, а за Црвену звезду наступа од 1987. до марта 1993. године где је играч и тренер. Са клубом Шахматик 1997. године осваја државно првенство, куп као и горе поменуто појединачно првенство Југославије. Првак државе био је и са клубом Беко 2000. године.
Са Партизаном је 1962. године у Бечу победио Хитзинг у двокружном мечу и освојио титулу европског екипног шампиона.
Остали турнирски успеси:
У циклусу за светско првенство победник два зонска турнира, у Португалу 1978. године где је направио низ од 15 узастопних победа што представља највећу серију победа у историји светских првенстава. Победник је и зонског турнира у Будви 1981. године. На зонском турниру у Грчкој 1989. године био је трећи и квалификовао се директно на светско првенство које је одржано у Сједињеним Америчким Државама 1999. године. Велимировић је бојкотовао ово првенство због НАТО бомбардовања Србије и Црне Горе.
Поред ових, учесник је још четири зонска турнира и то , Хаг 1966, Аранђеловац 1974, Кавала 1987 и Цетиње 1992. године.
Учесник је и три међузонска турнира, Бразил 1979, СССР 1982 и Мађарска 1987. године.
На Балканијадама освајач је златне медаље за Југославију 1972. године у Софији где је имао четири поена из четири партије, у Херкуларуму 1983. године такође прво место осваја Југославија а сребрну медаљу репрезентација осваја 1986. године где је био и селектор.
Учесник је на преко стотину међународних турнира а побеђивао је и светске прваке Васју Смислова, Михаила Таља и Макса Евеа као и претендента на титулу Виктора Корчноја.
Неки од резултата су:
Скопље 1971. деоба другог и трећег места са Планинцом иза Полугаевског,
Рејкјавик 1973. треће место,
Врњачка Бања 1973. прво место,
Бијељина 1973. деоба другог и трећег места,
Амстердаму 1976. деоба четвртог и петог места,
Нови Сад 1976. друго место иза Смејкала а испред Хорта и Глигорића,
Мајданпек 1976. деоба од трећег до петог места,
Скопље 1976. деоба од четвртог до шестог места,
међународни турнир РАД 1977. у Београду, четврто место,
Талин 1977. деоба четвртог и петог места,
Албуфеира 1978. прво место,
Смедеревска Паланка 1979. друго место,
Земун 1980 прво место, деоба,
Борово 1980. деоба другог и трећег места,
Бања Лука 1981. друго место,
Винковци 1982. деоба од трећег до петог места,
Бања Лука 1983. деоба другог и трећег места,
Титоград 1984. прво место деоба,
Вршац 1985. прво место,
Бања Лука 1985. деоба од другог до четвртог места,
Метз 1986. прво место,
Вршац 1987. прво место деоба,
Пинероло 1987. од другог до четвртог места деоба,
Палма де Мајорка 1989. године четврто место,
Аранђеловац 1993. деоба од трећег до петог места,
Никшић 1994. прво место,
Јахорина 1997. прво место,
Велимировић је учесник великог броја пријатељских мечева са СССР где у укупном резултату против најјаче репрезентације света остварује позитиван скор.
Као тренер имао је доста успеха.
На Олимпијади у Скопљу био је главни тренер, било их је тројица али су све прекинуте партије додељене Велимировићу, а репрезентација те године осваја бронзану медаљу. Селектор репрезентације је био у периоду децембар 1985. до маја 1987. године када подноси неопозиву оставку због проблема у југословенском шаху на које није могао да утиче.
У дужем временском периоду Велимировић је радио са Глигорићем и то 7 година, са Славољубом Марјановићем, тренирао је Ивана Соколова, Предрага Николића, Александра Ковачевића, Славишу Брењу, Горана Косановића,а у време сарадње са Велимировићем Наташа Бојковић постаје омладинска шампионка света. У својим позним годинама тренер је шаховског клуба Итака где се издваја Александар Инђић са којим је радио и појединачно након чега Инђић постаје најмлађи велемајстор Србије и простора бивше Југославије, а недуго после тога осваја и шампионат Србије.
Са изузетком Глигорића, свим овим играчима је тек предстојало да освоје највишу титулу у шаху.
Радио је у шаховским школама Партизана, Батајнице, Старе Пазове, Црвене звезде и у позним годинама у клубу Итака.
Одиграо је огроман број добровољних симултанки које су биле организоване у разне сврхе а између осталих и оне 1999. године за време НАТО напада под слоганом СТОП РАТУ МАТ НАТУ у Београду као и симултанке под слоганом РАТУЈМО ШАХОВСКИМ ФИГУРАМА у Јагодини.
Преминуо је 22. маја 2014.

## Нападачки стил игре
|   | a | b | c | d | e | f | g | h |   |
| 8 | a8 black rook · c8 black bishop · d8 black queen · f8 black rook · g8 black king · a7 black pawn · b7 black pawn · e7 black bishop · f7 black pawn · g7 black pawn · h7 black pawn · c6 black knight · d6 black pawn · e6 black pawn · f6 black knight · c4 white bishop · d4 white knight · e4 white pawn · c3 white knight · e3 white bishop · a2 white pawn · b2 white pawn · c2 white pawn · e2 white queen · f2 white pawn · g2 white pawn · h2 white pawn · c1 white king · d1 white rook · h1 white rook | a8 black rook · c8 black bishop · d8 black queen · f8 black rook · g8 black king · a7 black pawn · b7 black pawn · e7 black bishop · f7 black pawn · g7 black pawn · h7 black pawn · c6 black knight · d6 black pawn · e6 black pawn · f6 black knight · c4 white bishop · d4 white knight · e4 white pawn · c3 white knight · e3 white bishop · a2 white pawn · b2 white pawn · c2 white pawn · e2 white queen · f2 white pawn · g2 white pawn · h2 white pawn · c1 white king · d1 white rook · h1 white rook | a8 black rook · c8 black bishop · d8 black queen · f8 black rook · g8 black king · a7 black pawn · b7 black pawn · e7 black bishop · f7 black pawn · g7 black pawn · h7 black pawn · c6 black knight · d6 black pawn · e6 black pawn · f6 black knight · c4 white bishop · d4 white knight · e4 white pawn · c3 white knight · e3 white bishop · a2 white pawn · b2 white pawn · c2 white pawn · e2 white queen · f2 white pawn · g2 white pawn · h2 white pawn · c1 white king · d1 white rook · h1 white rook | a8 black rook · c8 black bishop · d8 black queen · f8 black rook · g8 black king · a7 black pawn · b7 black pawn · e7 black bishop · f7 black pawn · g7 black pawn · h7 black pawn · c6 black knight · d6 black pawn · e6 black pawn · f6 black knight · c4 white bishop · d4 white knight · e4 white pawn · c3 white knight · e3 white bishop · a2 white pawn · b2 white pawn · c2 white pawn · e2 white queen · f2 white pawn · g2 white pawn · h2 white pawn · c1 white king · d1 white rook · h1 white rook | a8 black rook · c8 black bishop · d8 black queen · f8 black rook · g8 black king · a7 black pawn · b7 black pawn · e7 black bishop · f7 black pawn · g7 black pawn · h7 black pawn · c6 black knight · d6 black pawn · e6 black pawn · f6 black knight · c4 white bishop · d4 white knight · e4 white pawn · c3 white knight · e3 white bishop · a2 white pawn · b2 white pawn · c2 white pawn · e2 white queen · f2 white pawn · g2 white pawn · h2 white pawn · c1 white king · d1 white rook · h1 white rook | a8 black rook · c8 black bishop · d8 black queen · f8 black rook · g8 black king · a7 black pawn · b7 black pawn · e7 black bishop · f7 black pawn · g7 black pawn · h7 black pawn · c6 black knight · d6 black pawn · e6 black pawn · f6 black knight · c4 white bishop · d4 white knight · e4 white pawn · c3 white knight · e3 white bishop · a2 white pawn · b2 white pawn · c2 white pawn · e2 white queen · f2 white pawn · g2 white pawn · h2 white pawn · c1 white king · d1 white rook · h1 white rook | a8 black rook · c8 black bishop · d8 black queen · f8 black rook · g8 black king · a7 black pawn · b7 black pawn · e7 black bishop · f7 black pawn · g7 black pawn · h7 black pawn · c6 black knight · d6 black pawn · e6 black pawn · f6 black knight · c4 white bishop · d4 white knight · e4 white pawn · c3 white knight · e3 white bishop · a2 white pawn · b2 white pawn · c2 white pawn · e2 white queen · f2 white pawn · g2 white pawn · h2 white pawn · c1 white king · d1 white rook · h1 white rook | a8 black rook · c8 black bishop · d8 black queen · f8 black rook · g8 black king · a7 black pawn · b7 black pawn · e7 black bishop · f7 black pawn · g7 black pawn · h7 black pawn · c6 black knight · d6 black pawn · e6 black pawn · f6 black knight · c4 white bishop · d4 white knight · e4 white pawn · c3 white knight · e3 white bishop · a2 white pawn · b2 white pawn · c2 white pawn · e2 white queen · f2 white pawn · g2 white pawn · h2 white pawn · c1 white king · d1 white rook · h1 white rook | 8 |
| 7 | a8 black rook · c8 black bishop · d8 black queen · f8 black rook · g8 black king · a7 black pawn · b7 black pawn · e7 black bishop · f7 black pawn · g7 black pawn · h7 black pawn · c6 black knight · d6 black pawn · e6 black pawn · f6 black knight · c4 white bishop · d4 white knight · e4 white pawn · c3 white knight · e3 white bishop · a2 white pawn · b2 white pawn · c2 white pawn · e2 white queen · f2 white pawn · g2 white pawn · h2 white pawn · c1 white king · d1 white rook · h1 white rook | a8 black rook · c8 black bishop · d8 black queen · f8 black rook · g8 black king · a7 black pawn · b7 black pawn · e7 black bishop · f7 black pawn · g7 black pawn · h7 black pawn · c6 black knight · d6 black pawn · e6 black pawn · f6 black knight · c4 white bishop · d4 white knight · e4 white pawn · c3 white knight · e3 white bishop · a2 white pawn · b2 white pawn · c2 white pawn · e2 white queen · f2 white pawn · g2 white pawn · h2 white pawn · c1 white king · d1 white rook · h1 white rook | a8 black rook · c8 black bishop · d8 black queen · f8 black rook · g8 black king · a7 black pawn · b7 black pawn · e7 black bishop · f7 black pawn · g7 black pawn · h7 black pawn · c6 black knight · d6 black pawn · e6 black pawn · f6 black knight · c4 white bishop · d4 white knight · e4 white pawn · c3 white knight · e3 white bishop · a2 white pawn · b2 white pawn · c2 white pawn · e2 white queen · f2 white pawn · g2 white pawn · h2 white pawn · c1 white king · d1 white rook · h1 white rook | a8 black rook · c8 black bishop · d8 black queen · f8 black rook · g8 black king · a7 black pawn · b7 black pawn · e7 black bishop · f7 black pawn · g7 black pawn · h7 black pawn · c6 black knight · d6 black pawn · e6 black pawn · f6 black knight · c4 white bishop · d4 white knight · e4 white pawn · c3 white knight · e3 white bishop · a2 white pawn · b2 white pawn · c2 white pawn · e2 white queen · f2 white pawn · g2 white pawn · h2 white pawn · c1 white king · d1 white rook · h1 white rook | a8 black rook · c8 black bishop · d8 black queen · f8 black rook · g8 black king · a7 black pawn · b7 black pawn · e7 black bishop · f7 black pawn · g7 black pawn · h7 black pawn · c6 black knight · d6 black pawn · e6 black pawn · f6 black knight · c4 white bishop · d4 white knight · e4 white pawn · c3 white knight · e3 white bishop · a2 white pawn · b2 white pawn · c2 white pawn · e2 white queen · f2 white pawn · g2 white pawn · h2 white pawn · c1 white king · d1 white rook · h1 white rook | a8 black rook · c8 black bishop · d8 black queen · f8 black rook · g8 black king · a7 black pawn · b7 black pawn · e7 black bishop · f7 black pawn · g7 black pawn · h7 black pawn · c6 black knight · d6 black pawn · e6 black pawn · f6 black knight · c4 white bishop · d4 white knight · e4 white pawn · c3 white knight · e3 white bishop · a2 white pawn · b2 white pawn · c2 white pawn · e2 white queen · f2 white pawn · g2 white pawn · h2 white pawn · c1 white king · d1 white rook · h1 white rook | a8 black rook · c8 black bishop · d8 black queen · f8 black rook · g8 black king · a7 black pawn · b7 black pawn · e7 black bishop · f7 black pawn · g7 black pawn · h7 black pawn · c6 black knight · d6 black pawn · e6 black pawn · f6 black knight · c4 white bishop · d4 white knight · e4 white pawn · c3 white knight · e3 white bishop · a2 white pawn · b2 white pawn · c2 white pawn · e2 white queen · f2 white pawn · g2 white pawn · h2 white pawn · c1 white king · d1 white rook · h1 white rook | a8 black rook · c8 black bishop · d8 black queen · f8 black rook · g8 black king · a7 black pawn · b7 black pawn · e7 black bishop · f7 black pawn · g7 black pawn · h7 black pawn · c6 black knight · d6 black pawn · e6 black pawn · f6 black knight · c4 white bishop · d4 white knight · e4 white pawn · c3 white knight · e3 white bishop · a2 white pawn · b2 white pawn · c2 white pawn · e2 white queen · f2 white pawn · g2 white pawn · h2 white pawn · c1 white king · d1 white rook · h1 white rook | 7 |
| 6 | a8 black rook · c8 black bishop · d8 black queen · f8 black rook · g8 black king · a7 black pawn · b7 black pawn · e7 black bishop · f7 black pawn · g7 black pawn · h7 black pawn · c6 black knight · d6 black pawn · e6 black pawn · f6 black knight · c4 white bishop · d4 white knight · e4 white pawn · c3 white knight · e3 white bishop · a2 white pawn · b2 white pawn · c2 white pawn · e2 white queen · f2 white pawn · g2 white pawn · h2 white pawn · c1 white king · d1 white rook · h1 white rook | a8 black rook · c8 black bishop · d8 black queen · f8 black rook · g8 black king · a7 black pawn · b7 black pawn · e7 black bishop · f7 black pawn · g7 black pawn · h7 black pawn · c6 black knight · d6 black pawn · e6 black pawn · f6 black knight · c4 white bishop · d4 white knight · e4 white pawn · c3 white knight · e3 white bishop · a2 white pawn · b2 white pawn · c2 white pawn · e2 white queen · f2 white pawn · g2 white pawn · h2 white pawn · c1 white king · d1 white rook · h1 white rook | a8 black rook · c8 black bishop · d8 black queen · f8 black rook · g8 black king · a7 black pawn · b7 black pawn · e7 black bishop · f7 black pawn · g7 black pawn · h7 black pawn · c6 black knight · d6 black pawn · e6 black pawn · f6 black knight · c4 white bishop · d4 white knight · e4 white pawn · c3 white knight · e3 white bishop · a2 white pawn · b2 white pawn · c2 white pawn · e2 white queen · f2 white pawn · g2 white pawn · h2 white pawn · c1 white king · d1 white rook · h1 white rook | a8 black rook · c8 black bishop · d8 black queen · f8 black rook · g8 black king · a7 black pawn · b7 black pawn · e7 black bishop · f7 black pawn · g7 black pawn · h7 black pawn · c6 black knight · d6 black pawn · e6 black pawn · f6 black knight · c4 white bishop · d4 white knight · e4 white pawn · c3 white knight · e3 white bishop · a2 white pawn · b2 white pawn · c2 white pawn · e2 white queen · f2 white pawn · g2 white pawn · h2 white pawn · c1 white king · d1 white rook · h1 white rook | a8 black rook · c8 black bishop · d8 black queen · f8 black rook · g8 black king · a7 black pawn · b7 black pawn · e7 black bishop · f7 black pawn · g7 black pawn · h7 black pawn · c6 black knight · d6 black pawn · e6 black pawn · f6 black knight · c4 white bishop · d4 white knight · e4 white pawn · c3 white knight · e3 white bishop · a2 white pawn · b2 white pawn · c2 white pawn · e2 white queen · f2 white pawn · g2 white pawn · h2 white pawn · c1 white king · d1 white rook · h1 white rook | a8 black rook · c8 black bishop · d8 black queen · f8 black rook · g8 black king · a7 black pawn · b7 black pawn · e7 black bishop · f7 black pawn · g7 black pawn · h7 black pawn · c6 black knight · d6 black pawn · e6 black pawn · f6 black knight · c4 white bishop · d4 white knight · e4 white pawn · c3 white knight · e3 white bishop · a2 white pawn · b2 white pawn · c2 white pawn · e2 white queen · f2 white pawn · g2 white pawn · h2 white pawn · c1 white king · d1 white rook · h1 white rook | a8 black rook · c8 black bishop · d8 black queen · f8 black rook · g8 black king · a7 black pawn · b7 black pawn · e7 black bishop · f7 black pawn · g7 black pawn · h7 black pawn · c6 black knight · d6 black pawn · e6 black pawn · f6 black knight · c4 white bishop · d4 white knight · e4 white pawn · c3 white knight · e3 white bishop · a2 white pawn · b2 white pawn · c2 white pawn · e2 white queen · f2 white pawn · g2 white pawn · h2 white pawn · c1 white king · d1 white rook · h1 white rook | a8 black rook · c8 black bishop · d8 black queen · f8 black rook · g8 black king · a7 black pawn · b7 black pawn · e7 black bishop · f7 black pawn · g7 black pawn · h7 black pawn · c6 black knight · d6 black pawn · e6 black pawn · f6 black knight · c4 white bishop · d4 white knight · e4 white pawn · c3 white knight · e3 white bishop · a2 white pawn · b2 white pawn · c2 white pawn · e2 white queen · f2 white pawn · g2 white pawn · h2 white pawn · c1 white king · d1 white rook · h1 white rook | 6 |
| 5 | a8 black rook · c8 black bishop · d8 black queen · f8 black rook · g8 black king · a7 black pawn · b7 black pawn · e7 black bishop · f7 black pawn · g7 black pawn · h7 black pawn · c6 black knight · d6 black pawn · e6 black pawn · f6 black knight · c4 white bishop · d4 white knight · e4 white pawn · c3 white knight · e3 white bishop · a2 white pawn · b2 white pawn · c2 white pawn · e2 white queen · f2 white pawn · g2 white pawn · h2 white pawn · c1 white king · d1 white rook · h1 white rook | a8 black rook · c8 black bishop · d8 black queen · f8 black rook · g8 black king · a7 black pawn · b7 black pawn · e7 black bishop · f7 black pawn · g7 black pawn · h7 black pawn · c6 black knight · d6 black pawn · e6 black pawn · f6 black knight · c4 white bishop · d4 white knight · e4 white pawn · c3 white knight · e3 white bishop · a2 white pawn · b2 white pawn · c2 white pawn · e2 white queen · f2 white pawn · g2 white pawn · h2 white pawn · c1 white king · d1 white rook · h1 white rook | a8 black rook · c8 black bishop · d8 black queen · f8 black rook · g8 black king · a7 black pawn · b7 black pawn · e7 black bishop · f7 black pawn · g7 black pawn · h7 black pawn · c6 black knight · d6 black pawn · e6 black pawn · f6 black knight · c4 white bishop · d4 white knight · e4 white pawn · c3 white knight · e3 white bishop · a2 white pawn · b2 white pawn · c2 white pawn · e2 white queen · f2 white pawn · g2 white pawn · h2 white pawn · c1 white king · d1 white rook · h1 white rook | a8 black rook · c8 black bishop · d8 black queen · f8 black rook · g8 black king · a7 black pawn · b7 black pawn · e7 black bishop · f7 black pawn · g7 black pawn · h7 black pawn · c6 black knight · d6 black pawn · e6 black pawn · f6 black knight · c4 white bishop · d4 white knight · e4 white pawn · c3 white knight · e3 white bishop · a2 white pawn · b2 white pawn · c2 white pawn · e2 white queen · f2 white pawn · g2 white pawn · h2 white pawn · c1 white king · d1 white rook · h1 white rook | a8 black rook · c8 black bishop · d8 black queen · f8 black rook · g8 black king · a7 black pawn · b7 black pawn · e7 black bishop · f7 black pawn · g7 black pawn · h7 black pawn · c6 black knight · d6 black pawn · e6 black pawn · f6 black knight · c4 white bishop · d4 white knight · e4 white pawn · c3 white knight · e3 white bishop · a2 white pawn · b2 white pawn · c2 white pawn · e2 white queen · f2 white pawn · g2 white pawn · h2 white pawn · c1 white king · d1 white rook · h1 white rook | a8 black rook · c8 black bishop · d8 black queen · f8 black rook · g8 black king · a7 black pawn · b7 black pawn · e7 black bishop · f7 black pawn · g7 black pawn · h7 black pawn · c6 black knight · d6 black pawn · e6 black pawn · f6 black knight · c4 white bishop · d4 white knight · e4 white pawn · c3 white knight · e3 white bishop · a2 white pawn · b2 white pawn · c2 white pawn · e2 white queen · f2 white pawn · g2 white pawn · h2 white pawn · c1 white king · d1 white rook · h1 white rook | a8 black rook · c8 black bishop · d8 black queen · f8 black rook · g8 black king · a7 black pawn · b7 black pawn · e7 black bishop · f7 black pawn · g7 black pawn · h7 black pawn · c6 black knight · d6 black pawn · e6 black pawn · f6 black knight · c4 white bishop · d4 white knight · e4 white pawn · c3 white knight · e3 white bishop · a2 white pawn · b2 white pawn · c2 white pawn · e2 white queen · f2 white pawn · g2 white pawn · h2 white pawn · c1 white king · d1 white rook · h1 white rook | a8 black rook · c8 black bishop · d8 black queen · f8 black rook · g8 black king · a7 black pawn · b7 black pawn · e7 black bishop · f7 black pawn · g7 black pawn · h7 black pawn · c6 black knight · d6 black pawn · e6 black pawn · f6 black knight · c4 white bishop · d4 white knight · e4 white pawn · c3 white knight · e3 white bishop · a2 white pawn · b2 white pawn · c2 white pawn · e2 white queen · f2 white pawn · g2 white pawn · h2 white pawn · c1 white king · d1 white rook · h1 white rook | 5 |
| 4 | a8 black rook · c8 black bishop · d8 black queen · f8 black rook · g8 black king · a7 black pawn · b7 black pawn · e7 black bishop · f7 black pawn · g7 black pawn · h7 black pawn · c6 black knight · d6 black pawn · e6 black pawn · f6 black knight · c4 white bishop · d4 white knight · e4 white pawn · c3 white knight · e3 white bishop · a2 white pawn · b2 white pawn · c2 white pawn · e2 white queen · f2 white pawn · g2 white pawn · h2 white pawn · c1 white king · d1 white rook · h1 white rook | a8 black rook · c8 black bishop · d8 black queen · f8 black rook · g8 black king · a7 black pawn · b7 black pawn · e7 black bishop · f7 black pawn · g7 black pawn · h7 black pawn · c6 black knight · d6 black pawn · e6 black pawn · f6 black knight · c4 white bishop · d4 white knight · e4 white pawn · c3 white knight · e3 white bishop · a2 white pawn · b2 white pawn · c2 white pawn · e2 white queen · f2 white pawn · g2 white pawn · h2 white pawn · c1 white king · d1 white rook · h1 white rook | a8 black rook · c8 black bishop · d8 black queen · f8 black rook · g8 black king · a7 black pawn · b7 black pawn · e7 black bishop · f7 black pawn · g7 black pawn · h7 black pawn · c6 black knight · d6 black pawn · e6 black pawn · f6 black knight · c4 white bishop · d4 white knight · e4 white pawn · c3 white knight · e3 white bishop · a2 white pawn · b2 white pawn · c2 white pawn · e2 white queen · f2 white pawn · g2 white pawn · h2 white pawn · c1 white king · d1 white rook · h1 white rook | a8 black rook · c8 black bishop · d8 black queen · f8 black rook · g8 black king · a7 black pawn · b7 black pawn · e7 black bishop · f7 black pawn · g7 black pawn · h7 black pawn · c6 black knight · d6 black pawn · e6 black pawn · f6 black knight · c4 white bishop · d4 white knight · e4 white pawn · c3 white knight · e3 white bishop · a2 white pawn · b2 white pawn · c2 white pawn · e2 white queen · f2 white pawn · g2 white pawn · h2 white pawn · c1 white king · d1 white rook · h1 white rook | a8 black rook · c8 black bishop · d8 black queen · f8 black rook · g8 black king · a7 black pawn · b7 black pawn · e7 black bishop · f7 black pawn · g7 black pawn · h7 black pawn · c6 black knight · d6 black pawn · e6 black pawn · f6 black knight · c4 white bishop · d4 white knight · e4 white pawn · c3 white knight · e3 white bishop · a2 white pawn · b2 white pawn · c2 white pawn · e2 white queen · f2 white pawn · g2 white pawn · h2 white pawn · c1 white king · d1 white rook · h1 white rook | a8 black rook · c8 black bishop · d8 black queen · f8 black rook · g8 black king · a7 black pawn · b7 black pawn · e7 black bishop · f7 black pawn · g7 black pawn · h7 black pawn · c6 black knight · d6 black pawn · e6 black pawn · f6 black knight · c4 white bishop · d4 white knight · e4 white pawn · c3 white knight · e3 white bishop · a2 white pawn · b2 white pawn · c2 white pawn · e2 white queen · f2 white pawn · g2 white pawn · h2 white pawn · c1 white king · d1 white rook · h1 white rook | a8 black rook · c8 black bishop · d8 black queen · f8 black rook · g8 black king · a7 black pawn · b7 black pawn · e7 black bishop · f7 black pawn · g7 black pawn · h7 black pawn · c6 black knight · d6 black pawn · e6 black pawn · f6 black knight · c4 white bishop · d4 white knight · e4 white pawn · c3 white knight · e3 white bishop · a2 white pawn · b2 white pawn · c2 white pawn · e2 white queen · f2 white pawn · g2 white pawn · h2 white pawn · c1 white king · d1 white rook · h1 white rook | a8 black rook · c8 black bishop · d8 black queen · f8 black rook · g8 black king · a7 black pawn · b7 black pawn · e7 black bishop · f7 black pawn · g7 black pawn · h7 black pawn · c6 black knight · d6 black pawn · e6 black pawn · f6 black knight · c4 white bishop · d4 white knight · e4 white pawn · c3 white knight · e3 white bishop · a2 white pawn · b2 white pawn · c2 white pawn · e2 white queen · f2 white pawn · g2 white pawn · h2 white pawn · c1 white king · d1 white rook · h1 white rook | 4 |
| 3 | a8 black rook · c8 black bishop · d8 black queen · f8 black rook · g8 black king · a7 black pawn · b7 black pawn · e7 black bishop · f7 black pawn · g7 black pawn · h7 black pawn · c6 black knight · d6 black pawn · e6 black pawn · f6 black knight · c4 white bishop · d4 white knight · e4 white pawn · c3 white knight · e3 white bishop · a2 white pawn · b2 white pawn · c2 white pawn · e2 white queen · f2 white pawn · g2 white pawn · h2 white pawn · c1 white king · d1 white rook · h1 white rook | a8 black rook · c8 black bishop · d8 black queen · f8 black rook · g8 black king · a7 black pawn · b7 black pawn · e7 black bishop · f7 black pawn · g7 black pawn · h7 black pawn · c6 black knight · d6 black pawn · e6 black pawn · f6 black knight · c4 white bishop · d4 white knight · e4 white pawn · c3 white knight · e3 white bishop · a2 white pawn · b2 white pawn · c2 white pawn · e2 white queen · f2 white pawn · g2 white pawn · h2 white pawn · c1 white king · d1 white rook · h1 white rook | a8 black rook · c8 black bishop · d8 black queen · f8 black rook · g8 black king · a7 black pawn · b7 black pawn · e7 black bishop · f7 black pawn · g7 black pawn · h7 black pawn · c6 black knight · d6 black pawn · e6 black pawn · f6 black knight · c4 white bishop · d4 white knight · e4 white pawn · c3 white knight · e3 white bishop · a2 white pawn · b2 white pawn · c2 white pawn · e2 white queen · f2 white pawn · g2 white pawn · h2 white pawn · c1 white king · d1 white rook · h1 white rook | a8 black rook · c8 black bishop · d8 black queen · f8 black rook · g8 black king · a7 black pawn · b7 black pawn · e7 black bishop · f7 black pawn · g7 black pawn · h7 black pawn · c6 black knight · d6 black pawn · e6 black pawn · f6 black knight · c4 white bishop · d4 white knight · e4 white pawn · c3 white knight · e3 white bishop · a2 white pawn · b2 white pawn · c2 white pawn · e2 white queen · f2 white pawn · g2 white pawn · h2 white pawn · c1 white king · d1 white rook · h1 white rook | a8 black rook · c8 black bishop · d8 black queen · f8 black rook · g8 black king · a7 black pawn · b7 black pawn · e7 black bishop · f7 black pawn · g7 black pawn · h7 black pawn · c6 black knight · d6 black pawn · e6 black pawn · f6 black knight · c4 white bishop · d4 white knight · e4 white pawn · c3 white knight · e3 white bishop · a2 white pawn · b2 white pawn · c2 white pawn · e2 white queen · f2 white pawn · g2 white pawn · h2 white pawn · c1 white king · d1 white rook · h1 white rook | a8 black rook · c8 black bishop · d8 black queen · f8 black rook · g8 black king · a7 black pawn · b7 black pawn · e7 black bishop · f7 black pawn · g7 black pawn · h7 black pawn · c6 black knight · d6 black pawn · e6 black pawn · f6 black knight · c4 white bishop · d4 white knight · e4 white pawn · c3 white knight · e3 white bishop · a2 white pawn · b2 white pawn · c2 white pawn · e2 white queen · f2 white pawn · g2 white pawn · h2 white pawn · c1 white king · d1 white rook · h1 white rook | a8 black rook · c8 black bishop · d8 black queen · f8 black rook · g8 black king · a7 black pawn · b7 black pawn · e7 black bishop · f7 black pawn · g7 black pawn · h7 black pawn · c6 black knight · d6 black pawn · e6 black pawn · f6 black knight · c4 white bishop · d4 white knight · e4 white pawn · c3 white knight · e3 white bishop · a2 white pawn · b2 white pawn · c2 white pawn · e2 white queen · f2 white pawn · g2 white pawn · h2 white pawn · c1 white king · d1 white rook · h1 white rook | a8 black rook · c8 black bishop · d8 black queen · f8 black rook · g8 black king · a7 black pawn · b7 black pawn · e7 black bishop · f7 black pawn · g7 black pawn · h7 black pawn · c6 black knight · d6 black pawn · e6 black pawn · f6 black knight · c4 white bishop · d4 white knight · e4 white pawn · c3 white knight · e3 white bishop · a2 white pawn · b2 white pawn · c2 white pawn · e2 white queen · f2 white pawn · g2 white pawn · h2 white pawn · c1 white king · d1 white rook · h1 white rook | 3 |
| 2 | a8 black rook · c8 black bishop · d8 black queen · f8 black rook · g8 black king · a7 black pawn · b7 black pawn · e7 black bishop · f7 black pawn · g7 black pawn · h7 black pawn · c6 black knight · d6 black pawn · e6 black pawn · f6 black knight · c4 white bishop · d4 white knight · e4 white pawn · c3 white knight · e3 white bishop · a2 white pawn · b2 white pawn · c2 white pawn · e2 white queen · f2 white pawn · g2 white pawn · h2 white pawn · c1 white king · d1 white rook · h1 white rook | a8 black rook · c8 black bishop · d8 black queen · f8 black rook · g8 black king · a7 black pawn · b7 black pawn · e7 black bishop · f7 black pawn · g7 black pawn · h7 black pawn · c6 black knight · d6 black pawn · e6 black pawn · f6 black knight · c4 white bishop · d4 white knight · e4 white pawn · c3 white knight · e3 white bishop · a2 white pawn · b2 white pawn · c2 white pawn · e2 white queen · f2 white pawn · g2 white pawn · h2 white pawn · c1 white king · d1 white rook · h1 white rook | a8 black rook · c8 black bishop · d8 black queen · f8 black rook · g8 black king · a7 black pawn · b7 black pawn · e7 black bishop · f7 black pawn · g7 black pawn · h7 black pawn · c6 black knight · d6 black pawn · e6 black pawn · f6 black knight · c4 white bishop · d4 white knight · e4 white pawn · c3 white knight · e3 white bishop · a2 white pawn · b2 white pawn · c2 white pawn · e2 white queen · f2 white pawn · g2 white pawn · h2 white pawn · c1 white king · d1 white rook · h1 white rook | a8 black rook · c8 black bishop · d8 black queen · f8 black rook · g8 black king · a7 black pawn · b7 black pawn · e7 black bishop · f7 black pawn · g7 black pawn · h7 black pawn · c6 black knight · d6 black pawn · e6 black pawn · f6 black knight · c4 white bishop · d4 white knight · e4 white pawn · c3 white knight · e3 white bishop · a2 white pawn · b2 white pawn · c2 white pawn · e2 white queen · f2 white pawn · g2 white pawn · h2 white pawn · c1 white king · d1 white rook · h1 white rook | a8 black rook · c8 black bishop · d8 black queen · f8 black rook · g8 black king · a7 black pawn · b7 black pawn · e7 black bishop · f7 black pawn · g7 black pawn · h7 black pawn · c6 black knight · d6 black pawn · e6 black pawn · f6 black knight · c4 white bishop · d4 white knight · e4 white pawn · c3 white knight · e3 white bishop · a2 white pawn · b2 white pawn · c2 white pawn · e2 white queen · f2 white pawn · g2 white pawn · h2 white pawn · c1 white king · d1 white rook · h1 white rook | a8 black rook · c8 black bishop · d8 black queen · f8 black rook · g8 black king · a7 black pawn · b7 black pawn · e7 black bishop · f7 black pawn · g7 black pawn · h7 black pawn · c6 black knight · d6 black pawn · e6 black pawn · f6 black knight · c4 white bishop · d4 white knight · e4 white pawn · c3 white knight · e3 white bishop · a2 white pawn · b2 white pawn · c2 white pawn · e2 white queen · f2 white pawn · g2 white pawn · h2 white pawn · c1 white king · d1 white rook · h1 white rook | a8 black rook · c8 black bishop · d8 black queen · f8 black rook · g8 black king · a7 black pawn · b7 black pawn · e7 black bishop · f7 black pawn · g7 black pawn · h7 black pawn · c6 black knight · d6 black pawn · e6 black pawn · f6 black knight · c4 white bishop · d4 white knight · e4 white pawn · c3 white knight · e3 white bishop · a2 white pawn · b2 white pawn · c2 white pawn · e2 white queen · f2 white pawn · g2 white pawn · h2 white pawn · c1 white king · d1 white rook · h1 white rook | a8 black rook · c8 black bishop · d8 black queen · f8 black rook · g8 black king · a7 black pawn · b7 black pawn · e7 black bishop · f7 black pawn · g7 black pawn · h7 black pawn · c6 black knight · d6 black pawn · e6 black pawn · f6 black knight · c4 white bishop · d4 white knight · e4 white pawn · c3 white knight · e3 white bishop · a2 white pawn · b2 white pawn · c2 white pawn · e2 white queen · f2 white pawn · g2 white pawn · h2 white pawn · c1 white king · d1 white rook · h1 white rook | 2 |
| 1 | a8 black rook · c8 black bishop · d8 black queen · f8 black rook · g8 black king · a7 black pawn · b7 black pawn · e7 black bishop · f7 black pawn · g7 black pawn · h7 black pawn · c6 black knight · d6 black pawn · e6 black pawn · f6 black knight · c4 white bishop · d4 white knight · e4 white pawn · c3 white knight · e3 white bishop · a2 white pawn · b2 white pawn · c2 white pawn · e2 white queen · f2 white pawn · g2 white pawn · h2 white pawn · c1 white king · d1 white rook · h1 white rook | a8 black rook · c8 black bishop · d8 black queen · f8 black rook · g8 black king · a7 black pawn · b7 black pawn · e7 black bishop · f7 black pawn · g7 black pawn · h7 black pawn · c6 black knight · d6 black pawn · e6 black pawn · f6 black knight · c4 white bishop · d4 white knight · e4 white pawn · c3 white knight · e3 white bishop · a2 white pawn · b2 white pawn · c2 white pawn · e2 white queen · f2 white pawn · g2 white pawn · h2 white pawn · c1 white king · d1 white rook · h1 white rook | a8 black rook · c8 black bishop · d8 black queen · f8 black rook · g8 black king · a7 black pawn · b7 black pawn · e7 black bishop · f7 black pawn · g7 black pawn · h7 black pawn · c6 black knight · d6 black pawn · e6 black pawn · f6 black knight · c4 white bishop · d4 white knight · e4 white pawn · c3 white knight · e3 white bishop · a2 white pawn · b2 white pawn · c2 white pawn · e2 white queen · f2 white pawn · g2 white pawn · h2 white pawn · c1 white king · d1 white rook · h1 white rook | a8 black rook · c8 black bishop · d8 black queen · f8 black rook · g8 black king · a7 black pawn · b7 black pawn · e7 black bishop · f7 black pawn · g7 black pawn · h7 black pawn · c6 black knight · d6 black pawn · e6 black pawn · f6 black knight · c4 white bishop · d4 white knight · e4 white pawn · c3 white knight · e3 white bishop · a2 white pawn · b2 white pawn · c2 white pawn · e2 white queen · f2 white pawn · g2 white pawn · h2 white pawn · c1 white king · d1 white rook · h1 white rook | a8 black rook · c8 black bishop · d8 black queen · f8 black rook · g8 black king · a7 black pawn · b7 black pawn · e7 black bishop · f7 black pawn · g7 black pawn · h7 black pawn · c6 black knight · d6 black pawn · e6 black pawn · f6 black knight · c4 white bishop · d4 white knight · e4 white pawn · c3 white knight · e3 white bishop · a2 white pawn · b2 white pawn · c2 white pawn · e2 white queen · f2 white pawn · g2 white pawn · h2 white pawn · c1 white king · d1 white rook · h1 white rook | a8 black rook · c8 black bishop · d8 black queen · f8 black rook · g8 black king · a7 black pawn · b7 black pawn · e7 black bishop · f7 black pawn · g7 black pawn · h7 black pawn · c6 black knight · d6 black pawn · e6 black pawn · f6 black knight · c4 white bishop · d4 white knight · e4 white pawn · c3 white knight · e3 white bishop · a2 white pawn · b2 white pawn · c2 white pawn · e2 white queen · f2 white pawn · g2 white pawn · h2 white pawn · c1 white king · d1 white rook · h1 white rook | a8 black rook · c8 black bishop · d8 black queen · f8 black rook · g8 black king · a7 black pawn · b7 black pawn · e7 black bishop · f7 black pawn · g7 black pawn · h7 black pawn · c6 black knight · d6 black pawn · e6 black pawn · f6 black knight · c4 white bishop · d4 white knight · e4 white pawn · c3 white knight · e3 white bishop · a2 white pawn · b2 white pawn · c2 white pawn · e2 white queen · f2 white pawn · g2 white pawn · h2 white pawn · c1 white king · d1 white rook · h1 white rook | a8 black rook · c8 black bishop · d8 black queen · f8 black rook · g8 black king · a7 black pawn · b7 black pawn · e7 black bishop · f7 black pawn · g7 black pawn · h7 black pawn · c6 black knight · d6 black pawn · e6 black pawn · f6 black knight · c4 white bishop · d4 white knight · e4 white pawn · c3 white knight · e3 white bishop · a2 white pawn · b2 white pawn · c2 white pawn · e2 white queen · f2 white pawn · g2 white pawn · h2 white pawn · c1 white king · d1 white rook · h1 white rook | 1 |
|   | a | b | c | d | e | f | g | h |   |

Велимировић упражњава компликоване игре у Созиновој варијанти Сицилијанске одбране, са великом рокадом белог, и веома често са жртвом фигуре. Овакав стил изискивао је много енергије и напора. У данима својих највећих шаховских успеха, Велимировић је представљао виртуоза нападачког шаха. У теорији шаха позната је варијанта Сицилијанске одбране „Велимировићев напад“, која је веома популарна.

## Изабране партије
Драгољуб Велимировић - Љубомир Љубојевић
Умаг, шампионат Југославије 1972.
1. е4 ц5 2. Сф3 д6 3. д4 цд4 4. Сд4 Сф6 5. Сц3 а6 6. Лг5 е6 7. ф4 Ле7 8. Дф3 Дц7 9. 0-0-0 Сбд7 10. Лд3 б5 11. Тхе1 Лб7 12. Сд5! Сд5 13. ед5 Лг5 14. Те6+!! фе6 15. Се6 Да5 16. Дх5+ г6 17. Дг5 Тг8 18. Тд2 Сф8 19. Сф8 Дд8 20. Сх7 Дг5 21. фг5 Кф7 22. Сф6 Тх8 23. г3 Лц8 24. х4 Лф5 25. Лф5 гф5 26. х5 Та7 27. Тф2 1-0
Рафаел Вагањан - Драгољуб Велимировић
Охрид 1972.
1. д4 Сф6 2. ц4 ц5 3. д5 г6 4. Сц3 Лг7 5. г3 д6 6. Лг2 0-0 7. Сф3 е6 8. де6 Ле6 9. Сг5 Лц4 10. Лб7 Сбд7 11. Дд6 х6 12. Сге4 Се4 13. Ле4 Те8 14. 0-0 Лц3 15. Ла8 Ле5 16. Дд1 Да8 17. Дд7 Лд4 18. е3 Лф1 19. Кф1 Лф6 20. Да4 Дх1+ 21. Ке2 Те5 22. Дд1 Дх2 23. Лд2 Тф5 24. Дг1 Дх3 25. Тц1 Дг4+ 26. Ке1 Дф3 27. Тц4 Лб2 28. г4 Те5 29. Дх2 Дд5 30. Тц3 Те8 31. Дх6 Тд8 32. Тц2 Лц3 0-1

## Статистика успеха

### Шаховске олимпијаде

#### Укупни учинак
| Године                      | Σ поена | Σ партија |  | +  | = | -  |  | %    | Освојене медаље на олимпијади тимске\| појединачне |
| 1974, 1978, 1982, 1986-1990 | 20½     | 41        |  | 16 | 9 | 16 |  | 50.0 | 0 - 1 - 0 \| 0 - 1 - 0                             |

#### По годинама
| Година | Табла  | Σ поена | Σ партија |  | + | = | - |  | %    | тимско место | појединачно |
| 1990.  | 2      | 2       | 7         |  | 1 | 2 | 4 |  | 28.6 | 13.          |             |
| 1988.  | 4      | 5½      | 8         |  | 5 | 1 | 2 |  | 68.8 | 6.           |             |
| 1986.  | 3      | 2       | 6         |  | 1 | 2 | 3 |  | 33.3 | 15.          |             |
| 1982.  | 4      | 1       | 3         |  | 1 | 0 | 2 |  | 33.3 | 4.           |             |
| 1978.  | 1 рез. | 1       | 5         |  | 0 | 2 | 3 |  | 20.0 | 15.          |             |
| 1974.  | 1 рез. | 9       | 12        |  | 8 | 2 | 2 |  | 75.0 | 2.           |             |

### Светска првенства у шаху
| Година | Табла | Σ поена | Σ партија |  | + | = | - |  | %    | тимско место | појединачно |
| 1989.  | 4     | 1½      | 3         |  | 1 | 1 | 1 |  | 50.0 | 2.           |             |

### Европски тимски шампионати
| Место      | Земља    | Табла | Скор | Тимски резултат |
| Капфенберг | Аустрија | 9.    | 5/7  | IV              |

| Место | Земља    | Табла | Скор | Тимски резултат |
| Бат   | Енглеска | 7.    | 3½/7 | II              |

| Место  | Земља           | Табла | Скор | Тимски резултат |
| Москва | Совјетски Савез | 4.    | 4½/7 | III             |

| Место | Земља   | Табла | Скор | Тимски резултат |
| Скара | Шведска | 4.    | 4½/7 | IV              |

### Студентски светски шампионати
| Година | Табла | Σ поена | Σ партија |  | + | = | - |  | %    | тимско место | појединачно |
| 1967.  | 1     | 3½      | 9         |  | 2 | 3 | 4 |  | 38.9 | 7.           |             |

| Година | Табла | Σ поена | Σ партија |  | + | = | - |  | %    | тимско место | појединачно |
| 1964.  | 4     | 6       | 9         |  | 5 | 2 | 2 |  | 66.7 | 5.           |             |